# ريتشارد هارتلي
ريتشارد هارتلي (بالإنجليزية: Richard Hartley)‏ هو مؤلف موسيقى تصويرية وملحن بريطاني، ولد في 28 يوليو 1944 في Holmfirth ‏ في المملكة المتحدة.

## وصلات خارجية
- الموقع الرسمي
- ريتشارد هارتلي على موقع IMDb (الإنجليزية)
- ريتشارد هارتلي على موقع ألو سيني (الفرنسية)
- ريتشارد هارتلي على موقع ميوزك برينز (الإنجليزية)
- ريتشارد هارتلي على موقع قاعدة بيانات برودواي على الإنترنت (الإنجليزية)
- ريتشارد هارتلي على موقع ديسكوغز (الإنجليزية)
- ريتشارد هارتلي على موقع قاعدة بيانات الفيلم (الإنجليزية)